# Tuberolachnus scleratus
Tuberolachnus scleratus är en insektsart som beskrevs av Hille Ris Lambers och A.N. Basu 1966. Tuberolachnus scleratus ingår i släktet Tuberolachnus och familjen långrörsbladlöss. Inga underarter finns listade i Catalogue of Life.